# Grand Combin
Grand Combin är ett berg i Schweiz. Det ligger i distriktet Entremont och kantonen Valais, i den södra delen av landet. Toppen på Grand Combin är 4 314 meter över havet.
Grand Combin är den högsta punkten i trakten.
Trakten runt Grand Combin består i huvudsak av kala bergstoppar och isformationer.